# Tilloy British Cemetery
Tilloy British Cemetery is een Britse militaire begraafplaats met gesneuvelden uit de Eerste Wereldoorlog, gelegen in de Franse gemeente Tilloy-lès-Mofflaines (departement Pas-de-Calais). De begraafplaats werd ontworpen door Edwin Lutyens en ligt aan de Rue de Wancourt op 400 m ten zuiden van het centrum van Tilloy (Église Saint-Brice). Ze heeft een onregelmatig grondplan en grenst aan de zuidoostelijke rand aan de kleine gemeentelijke begraafplaats. Aan de andere zijden wordt ze begrensd door een lage bakstenen muur. Via een drietal treden tussen bakstenen bloembakken betreedt men in de zuidelijke hoek de open toegang die met vier paaltjes wordt afgebakend. Vijfentwintig meter verder op dezelfde aslijn als de ingang staat een rechthoekig schuilgebouw met vijf boogvormige doorgangen en onder een schilddak. Recht tegenover dit gebouw staat aan de andere zijde het Cross of Sacrifice. Achteraan op de begraafplaats staat de Stone of Remembrance. Vóór de begraafplaats staat een calvariekruis. 
Er liggen 1.642 doden begraven waaronder 611 niet geïdentificeerde. De begraafplaats wordt onderhouden door de Commonwealth War Graves Commission.

## Geschiedenis
Tilloy-lès-Mofflaines werd op 9 april 1917 door Britse troepen ingenomen, maar viel van maart tot augustus 1918 gedeeltelijk weer in Duitse handen tijdens hun lenteoffensief. De begraafplaats werd in april 1917 aangelegd door gevechtseenheden en de Burial Officers (deze officieren waren verantwoordelijk voor het registreren en begraven van de gesneuvelden) met graven van slachtoffers van de gevechten in 1917 en de eerste drie maanden en augustus van 1918. Na de wapenstilstand werden de 390 oorspronkelijke graven aangevuld met doden die afkomstig waren uit een gebied ten oosten van Arras en van enkele kleinere begraafplaatsen. Deze waren: Artillery Track Cemetery (39 doden) in Arras; Harp Redoubt Cemetery (87 doden), Maison-Rouge British Cemetery (105 doden), Tilloy Wood Cemetery (80 doden) en White House Cemetery (22 doden) in Tilloy-lès-Mofflaines; Telegraph Hill British Cemetery (147 doden) in Neuville-Vitasse; Tees Trench Cemeteries No.1 en No.2 (32 doden) in Saint-Laurent-Blangy. 
Onder de geïdentificeerde doden zijn er 942 Britten, 51 Canadezen, 22 Australiërs, 15 Zuid-Afrikanen en 1 Nieuw-Zeelander. 

## Graven

### Onderscheiden militairen
- James Donaldson Dulany Brancker, majoor bij de Royal Garrison Artillery en Wilfrid Frank Rogers, majoor bij de Royal Field Artillery werden onderscheiden met de Distinguished Service Order (DSO).
- kapitein J.C. Banks en schutter M.J. Price, beide van het King's Royal Rifle Corps; Harry Pride, kapitein bij het Middlesex Regiment; Albert Edward Sidwell, kapitein bij de Royal Fusiliers en Stanley Lovell Cunningham, kapitein bij de Canadian Infantry werden onderscheiden met het Military Cross (MC).
- Albert Roy Fenwick, soldaat bij de Canadian Infantry en H. Edgington, soldaat bij het East Surrey Regiment werden onderscheiden met de Distinguished Conduct Medal (DCM).
- nog 21 militairen werden onderscheiden met de Military Medal (MM).

### Minderjarige militairen
- E.W. Baldry, soldaat bij het Suffolk Regiment en James Stedman, soldaat bij de Duke of Cornwall's Light Infantry waren 17 jaar toen ze respectievelijk op 9 en 10 april 1917 sneuvelden.